# 後藤美代子
後藤 美代子（ごとう みよこ、1931年3月30日 - 2017年7月5日）は、元NHKアナウンサー。

## 来歴
東京都出身。お茶の水女子大学卒業。テレビ放送が始まった1953年、NHKにテレビ1期生アナウンサーとして入局。家庭医学の番組や、古典芸能、クラシック音楽の番組を数多く担当。NHK初の女性管理職アナウンサーを務めた。
1988年、NHK退職後はフリーアナウンサーとして活躍しながら徳島文理大学教授も歴任した。2017年7月5日、全身塞栓症で死去、86歳。

## エピソード
- 番組で解説する歌舞伎や演劇は、必ずリハーサルから見ていた[1][2]。

## 出演番組
- きょうの健康[8]
- スタジオ102（1969年 - 1970年）
- 日曜美術館
- N響アワー（1980年 - 1982年）

## 演じた俳優
- 藤野涼子（NHKスペシャル「テレビとはあついものなり 放送70周年 TV創世記」、NHK総合、2023年3月21日）